# Mariama Ouiminga
Mariama Ouiminga (Alto Volta, (en la actualidad Burkina Faso), 24 de enero de 1970) es una exatleta burkinesa.
Representó su país en los Juegos Olímpicos de Seúl 1988. Participó en las carreras: de 100 metros y de 200 metros.